# Xide
För drycken, se Xide (dryck).
Xide är ett härad i Liangshan, en autonom prefektur för yi-folket i Sichuan-provinsen i sydvästra Kina.